# Königliche Militärakademie (Brüssel)
Die Königliche Militärakademie (nl: Koninklijke Militaire School, fr: École royale militaire) ist eine Hochschule der belgischen Armee in Brüssel. Sie bildet gegenwärtig die Gesamtheit des belgischen Offizierskorps aus (Luft- und Landmacht, Marine, Cyberkommando und medizinisches Korps).

## Geschichte
Die Königliche Militärakademie wurde 1834 nach dem Vorbild der französischen École polytechnique durch General Jean Chapelié auf Anregung des Königs Leopold I. gestiftet. Die jährliche maximale Aufnahmekapazität stieg von 24 eingeschriebenen Studenten im Jahr 1834 stetig an. Seit dem Abschluss der Renovierungsarbeiten am Hauptcampus im Jahr 2010 ist sie auf 850 Studenten für alle Studiengänge der beiden Fakultäten angestiegen. Die Studiengänge entsprechen dem Bologna-Prozess.

## Organisation
Es ist die einzige staatliche Hochschule Belgiens, die nicht von den Gemeinschaften, sondern direkt von der Föderalregierung unterhalten wird. Träger ist das Verteidigungsministerium.
Sie befindet sich in den Gebäuden der Architekten Henri Maquet und Henri van Dievoet in Nähe des Jubelparks und zählt ungefähr 800 Studenten, die in Französisch und Niederländisch unterrichtet werden. Sie wird seit 2008 von Generalmajor Harry Vindevogel geleitet.
Alljährlich defilieren die Studenten und Offiziere der Hochschule am 21. Juli anlässlich des belgischen Nationalfeiertags vor dem König.

### Fakultäten
Es gibt zwei Fakultäten:
- die Polytechnische Fakultät (POL) und
- die Fakultät für Sozial- und Militärwissenschaften (SSMW).

### Studiengänge
2003/04 stellte die Hochschule die Studiengänge im Zuge des Bologna-Prozesses auf die Bachelor-Master-Abschlüsse um. Die Studiengänge dauern fünf Jahre und werden vollständig vom Staat finanziert.
Die Polytechnische Fakultät bildet Diplomingenieure aus. Die Fakultät für Sozial- und Militärwissenschaften vergibt zwei Masters in Sozial- und Militärwissenschaften: Management & Waffensysteme und Verteidigungs- und Politikwissenschaften.
Weiterhin bildet die Hochschule auch Offiziere des medizinischen Korps, technische Ingenieure und Offiziere des Hilfskorps aus.
Neben den belgischen Offiziersanwärtern werden auch Studenten aus Luxemburg sowie aus Nord- und Zentralafrika ausgebildet.

## Bekannte Hochschullehrer
- Charles De Coster
- Georges Eekhoud
- Adolphe Quételet
- Jean Stas
- Pierre Van Deuren
- Pierre-François Verhulst

## Bekannte Ehrendoktoren
- Michèle Alliot-Marie

## Bekannte Absolventen
- Henri Alexis Brialmont (1821–1903), belgischer General
- Camille Coquilhat (1853–1891), belgischer Vizegouverneur des Kongo-Freistaats
- Paul Costermans (1860–1905), belgischer Vizegouverneur des Kongo-Freistaats
- Émile Danco (1869–1898), belgischer Antarktisforscher
- Jean-Baptiste Piron (1896–1974), belgischer General und Kommandeur der BSD
- Frank De Winne (* 1961), belgischer Raumfahrer
- Fernand Jacquet
- August Van Daele
- Charles Rouen
- zahlreiche Angehörige des belgischen Königshauses